# Acoplamiento acústico
El acoplamiento acústico (o acoustic coupling en inglés) es un fenómeno fonético que tiene lugar cuando el tracto oral es dividido en dos cavidades por medio de una constricción. El acoplamiento implica que las frecuencias naturales de la combinación de ambas cavidades no son exactamente iguales a las frecuencias naturales de las cavidades por separado, y la diferencia es tanto mayor cuanto más acusado sea dicho acoplamiento acústico entre las cavidades.
A mayor apertura de la constricción y a menor diferencia de anchura entre las cavidades, mayor acoplamiento entre estas dos. Sin embargo, es importante tener en cuenta que, dependiendo de la altura del tracto a la que se encuentre la constricción, los distintos formantes serán más o menos sensibles a las perturbaciones del acoplamiento. Un ejemplo de sonidos con los que estamos bastante familiarizados y en los que ocurre un acoplamiento acústico serían los sonidos vocálicos. La posición de los formantes varía según la longitud de la constricción y lo cerrada que esta sea. Se observa por ejemplo en el caso de /e/ e /i/ un comportamiento muy similar, ya que el tamaño de las cavidades es parecido, así como las características de la constricción. 
En el caso de los sonidos en los que la constricción es muy acusada se puede recurrir al modelo de tubos para predecir las frecuencias aproximadas a partir de las frecuencias que tendrían las cavidades por separado (sin acoplamiento). En cambio, en los sonidos con una ligera constricción, se opta por la teoría de la perturbación.